# PPS 3
Planning Policy Statement 3: Housing foi publicado em novembro de 2006, que define a política de habitação estratégica do governo do Reino Unido, que era "para garantir que todos tenham a oportunidade de viver em uma casa decente, que pode pagar, em uma comunidade onde querem viver." A política foi desenvolvida em resposta à Barker Review.
Ele substituiu Planning Policy Guidance 3: Housing,  que tinha sido publicado em Março de 2000.
Segundo o documento, a política deve ser atingido através de:
- O fornecimento de uma variedade de casas, ou de vários tamanhos, valores e prazos.
- Ampliou as possibilidades de aquisição de casa.
- Acessibilidade melhorada através de um aumento da oferta de habitação.
- Criação de desenvolvimento sustentável, inclusivo, e comunidades mistas.